# Eustrotia olenos
Eustrotia olenos är en fjärilsart som beskrevs av William Schaus 1914. Eustrotia olenos ingår i släktet Eustrotia och familjen nattflyn. Inga underarter finns listade i Catalogue of Life.